# 井野口祐介
井野口 祐介（いのぐち ゆうすけ、1985年3月14日 - ）は、群馬県桐生市出身の群馬ダイヤモンドペガサスに所属する日本のプロ野球選手（外野手）。ベースボール・チャレンジ・リーグの創設以来、10年以上にわたって1シーズンを除いてプレーを続けており、「独立リーグのレジェンド」とも評される。

## 来歴
桐生市立商高時代は、3年時の夏に第84回全国高等学校野球選手権大会に出場。その後、平成国際大学。

### BCリーグ・富山時代
2007年に富山サンダーバーズに入団。同年は、79打点を挙げ、最多打点のタイトルを獲得した。

### BCリーグ・群馬時代
2008年、群馬ダイヤモンドペガサスに移籍。同年も47打点を挙げ、チームメイトの丹羽良太と共に最多打点のタイトルを獲得、ベストナインにも選出された。
2009年は、打率.343（リーグ3位）、8本塁打（リーグ3位）、40打点（リーグ2位）と3年連続のタイトル獲得は逃したものの、昨年に続きベストナインに選出され、後期MVPとシーズンMVPに選出された。
2010年、規定打席には到達しなかったものの、打率.359をマークした。
2011年12月7日、任意引退となり群馬を退団し、2012年からアメリカの独立リーグであるアメリカン・アソシエーションのスーシティ・エクスプローラーズでプレイ、96試合に出場し、打率.287、4本塁打、40打点、8盗塁の成績を残した。渡米したきっかけは、2010年にアメリカのウィンターリーグに参加したことだった。理由について「このレベルからは日本のプロ野球（NPB）に助っ人として行った外国人が何人も出ています。だから、ここで文句のない数字を残したらスカウトの見る目も変わるんじゃないかと。日本がダメでもメキシコとか、どこだって行きますよ」と述べていたという。
2013年3月15日にフランシスコ・カラバイヨとともに群馬ダイヤモンドペガサスへの復帰が発表された。同年5月1日、再びスーシティ・エクスプローラーズへ入団した。
2014年2月25日、群馬ダイヤモンドペガサスへ2度目の復帰。
2016年3月29日、アトランティックリーグのニューブリテン・ビーズと契約したが、5月2日に群馬ダイヤモンドペガサスへ3度目の復帰を果たした。群馬復帰後は2年連続でベストナインに選出され、2017年にはリーグで9年ぶりの個人タイトルとなる首位打者を獲得している。2017年の打率は2位のフランシスコ・ペゲロ（富山GRNサンダーバーズ）をわずか1糸（0.00001）差で上回っての首位打者獲得であった。
2017年のオフにはニカラグアのプロチームにテスト生として加入したが、ロースターが埋まっており、公式戦出場の機会はない状態と報じられた。2018年も引き続き群馬に所属。5月24日の対福島ホープス戦（牡丹台野球場）で1試合4連続本塁打のリーグタイ記録を樹立するとともに、リーグ2人目となる通算100本塁打を記録した（いずれも過去の達成者は、同僚でもあるカラバイヨ）。同シーズンには23本の本塁打を放ち、群馬のリーグ優勝に貢献。香川オリーブガイナーズと対戦したグランドチャンピオンシップでも1本塁打を放っている。オフにはメキシコのベラクルス・リーグのウィンターリーグに「渡航費先方負担」という破格の条件で参加している。
2021年6月24日に、BCリーグでの通算900安打を達成した。この記録は、新潟アルビレックス・ベースボール・クラブでリーグ発足初年度から連続してプレーを続けていた稲葉大樹に次いでリーグ2人目となる。2020年シーズン終了時点では通算安打数は稲葉がリーグ歴代トップだった。しかし、2021年終了時には井野口が934本、稲葉が933本と逆転した。同年シーズン終了後の12月4日、背番号を従来の28番から91番に変更することが発表された。しかし、2022年シーズン終了後に、背番号を再び以前の28番に変更した。
2023年8月12日の対福島戦で、かつての同僚であるカラバイヨと並ぶリーグ最多の通算151本塁打を記録した。8月19日の対信濃戦でリーグ初となる通算1000本安打を達成した。翌20日の対福島戦で、リーグ新記録となる通算152本目の本塁打を放った。
なお、リーグの通算出場記録に関しては、前記の稲葉大樹が2023年終了時点ではトップを保持していた。新潟は2024年からNPBのイースタン・リーグに移り、稲葉は同年限りで引退したためBCリーグ記録を更新することはなくなったが、2024年シーズン終了時点で井野口の通算出場試合数はまだ稲葉の残したリーグ記録（933試合）には到達していない。

## 人物
2012年に初めて渡米した当時は「「(上位のプロリーグ入りが)無理と思う瞬間まではやりますよ」「自分は、(NPBに行くのが)無理だとわかってて野球続けることはできませんね」と述べていた。2017年時点では、ドラフト会議にかからない年齢でも野球を続ける決意をしたと報じられている。
既婚で、共働きの妻からは「好きなようにやればいいよ」と言われていると話している。2018年の取材記事では、「独立リーグでも、やっぱり野球が仕事」という意識を持つようになったと述べている。
2021年の新聞記事では「年齢的な衰えは1ミリも思っていない」「自分の中に引退する理由がない」と延べ、「独立リーグ1000安打を狙ってみたい」と抱負を語った。前記の通り、2023年に通算1000安打を実際に達成しており、同シーズン時点で日本の独立リーグで放った通算安打の最高記録を保持している。
2024年のインタビューでは、自分よりも若くチームを去る選手と対比する形で「でも僕、野球以上にやりたいことってないんですよ。だから続けている」とコメントするとともに、「30歳を過ぎたころ、球団からは『こちらからは何も言わないから、終わりは自分で決めてくれ』と言ってもらいました」とも述べている。

## 詳細情報

### 年度別打撃成績
| 年 度      | 球 団      | 試 合 | 打 数 | 得 点 | 安 打 | 二 塁 打 | 三 塁 打 | 本 塁 打 | 打 点 | 三 振 | 四 球 | 死 球 | 犠 打 | 犠 飛 | 盗 塁 | 併 殺 打 | 打 率 | 出 塁 率 | 長 打 率 | O P S |
| ---------- | ---------- | ----- | ----- | ----- | ----- | -------- | -------- | -------- | ----- | ----- | ----- | ----- | ----- | ----- | ----- | -------- | ----- | -------- | -------- | ----- |
| 2007       | 富山       | 72    | 297   | 58    | 93    | 29       | 3        | 10       | 79    | 46    | 28    | 7     | 0     | 6     | 3     | 11       | .313  | .379     | .532     | .911  |
| 2008       | 群馬       | 71    | 257   | 37    | 65    | 10       | 4        | 9        | 47    | 54    | 29    | 3     | 0     | 5     | 16    | 6        | .253  | .330     | .428     | .758  |
| 2009       | 群馬       | 60    | 198   | 33    | 68    | 13       | 4        | 8        | 40    | 33    | 23    | 6     | 0     | 0     | 5     | 5        | .343  | .427     | .571     | .998  |
| 2010       | 群馬       | 41    | 131   | 27    | 47    | 7        | 3        | 3        | 21    | 29    | 16    | 4     | 0     | 3     | 7     | 5        | .359  | .435     | .527     | .962  |
| 2011       | 群馬       | 45    | 166   | 24    | 44    | 8        | 1        | 6        | 31    | 36    | 15    | 6     | 2     | 3     | 8     | 1        | .265  | .342     | .434     | .776  |
| 2013       | 群馬       | 8     | 31    | 6     | 12    | 2        | 0        | 1        | 5     | 5     | 1     | 1     | 1     | 1     | 1     | 0        | .387  | .412     | .548     | .960  |
| 2014       | 群馬       | 72    | 281   | 58    | 97    | 23       | 6        | 18       | 59    | 38    | 20    | 8     | 1     | 3     | 21    | 7        | .345  | .401     | .662     | 1.063 |
| 2015       | 群馬       | 73    | 274   | 52    | 84    | 17       | 1        | 10       | 51    | 34    | 41    | 7     | 0     | 5     | 14    | 6        | .307  | .404     | .485     | .889  |
| 2016       | 群馬       | 50    | 191   | 42    | 67    | 15       | 2        | 10       | 38    | 39    | 17    | 3     | 0     | 3     | 2     | 3        | .351  | .407     | .607     | 1.014 |
| 2017       | 群馬       | 66    | 266   | 71    | 103   | 22       | 4        | 16       | 76    | 45    | 32    | 13    | 0     | 1     | 11    | 5        | .387  | .474     | .680     | 1.155 |
| 2018       | 群馬       | 70    | 275   | 76    | 89    | 14       | 1        | 23       | 84    | 66    | 46    | 10    | 0     | 4     | 1     | 3        | .324  | .433     | .633     | 1.066 |
| 2019       | 群馬       | 69    | 235   | 61    | 71    | 15       | 1        | 7        | 49    | 60    | 66    | 12    | 0     | 3     | 9     | 8        | .302  | .472     | .464     | .936  |
| 2020       | 群馬       | 55    | 157   | 23    | 43    | 8        | 1        | 6        | 34    | 46    | 41    | 3     | 0     | 2     | 1     | 4        | .274  | .429     | .452     | .881  |
| 2021       | 群馬       | 50    | 179   | 33    | 51    | 7        | 2        | 9        | 44    | 54    | 36    | 3     | 0     | 2     | 1     | 5        | .285  | .409     | .497     | .906  |
| 2022       | 群馬       | 51    | 142   | 12    | 30    | 7        | 0        | 5        | 26    | 48    | 31    | 2     | 0     | 1     | 1     | 2        | .211  | .358     | .366     | .724  |
| 2023       | 群馬       | 48    | 143   | 23    | 39    | 3        | 0        | 11       | 32    | 53    | 22    | 2     | 0     | 0     | 0     | 6        | .211  | .377     | .524     | .901  |
| 2024       | 群馬       | 17    | 41    | 8     | 8     | 1        | 0        | 1        | 6     | 13    | 13    | 1     | 0     | 2     | 0     | 1        | .195  | .386     | .293     | .679  |
| 通算：16年 | 通算：16年 | 918   | 3264  | 644   | 1011  | 201      | 33       | 153      | 722   | 699   | 477   | 91    | 4     | 44    | 101   | 78       | .310  | .407     | .532     | .940  |

- 2024年シーズン終了時
- 各年度と通算の赤太字はリーグ歴代最高、太字リーグ最高

### 背番号
- 25 （2007年 - 2011年）
- 28 （2013年途中、2014年 - 2021年、2023年 - ）
- 91 （2022年）